# تريفور جاكسون
تريفور جاكسون (بالإنجليزية: Trevor Jackson)‏ هو كاتب أغاني وعارض ومغني وممثل أمريكي، ولد في 30 أغسطس 1996 في الولايات المتحدة.

## وصلات خارجية
- تريفور جاكسون على موقع IMDb (الإنجليزية)
- تريفور جاكسون على موقع ألو سيني (الفرنسية)
- تريفور جاكسون على موقع ألو سيني (الفرنسية)
- تريفور جاكسون على موقع أول موفي (الإنجليزية)
- تريفور جاكسون على موقع قاعدة بيانات الفيلم (الإنجليزية)
- تريفور جاكسون على موقع كينوبويسك (الروسية)